# Stephen Badin
Stephen Theodore Badin (właśc. Étienne Théodore Badin; ur. 17 lipca 1768 w Orleanie, zm. 21 kwietnia 1853 w Cincinnati) – amerykański duchowny rzymskokatolicki pochodzenia francuskiego, misjonarz, pierwszy ksiądz katolicki wyświęcony w USA. Większość czasu spędził na misjach w Kanadzie oraz w stanach Kentucky, Ohio, Indiana, Michigan i Illinois.